# Neferkahor
Neferkahor fou un faraó de la dinastia VII de l'antic Egipte Segons els egiptòlegs Jürgen von Beckerath i Darrell Baker, va ser l'onzè rei d'aquesta dinastia. Regnà en un moment del canvi dinàstic i torna a preferir al déu falcó, Horus, sobre el déu solar Ra. El seu nom volia dir "L'ànima d'Horus és bonica". Dins la mateixa dinastia, Merenhor i Sneferka tampoc esmentaven el nom de Ra dins el seu nom (des de la dinastia IV els faraons es consideraven fills de Ra, mentre Horus havia estat el déu que personificava anteriorment als faraons).
El seu nom està atestat a la Llista de reis d'Abidos (número 50) i en una esteatita Segell cilíndric de procedència desconeguda. Neferkahor està absent de la cànon reial de Torí ja que una gran llacuna en aquest document afecta la majoria dels reis de la 7a/8a dinastia. No s'ha trobat cap document o edifici contemporani amb el seu nom.